# Dirección General de Asociaciones Internacionales
La Dirección General de Asociaciones Internacionales (DG INTPA) es departamento de la Comisión Europea responsable de formular la política de asociación internacional y desarrollo de la Unión Europea (UE). Tiene la misión de ejecutar los instrumentos de ayuda externa de la Comisión que son financiados por el presupuesto de la Unión y el Fondo Europeo de Desarrollo. Sus actividades se centran en la optimización del valor e impacto de la financiación de ayuda, garantizando que el apoyo sea prestado de forma eficaz. 

## Funcionamiento
La DG INTPA funciona bajo la dirección del comisario europeo de Cooperación Internacional y Desarrollo. El titular de la DG es responsable de la realización global de la misión de esta unidad, que consiste en la ejecución de los instrumentos de ayuda externa de la Comisión, financiados por el presupuesto de la Comunidad y por el Fondo Europeo de Desarrollo. La DG trabaja para garantizar que la ayuda distribuida contribuya de forma significativa a los objetivos del desarrollo de la Unión Europea, así como a los Objetivos de Desarrollo Sostenible (ODS) de las Naciones Unidas.
En la fase de ejecución de los proyectos, la DG INTPA tiene en cuenta las estrategias y programas a largo plazo de la Unión Europea relacionados con el suministro de ayuda. Esas estrategias y las políticas correspondientes son concebidas para las regiones ACP (África, Caribe y Pacífico). 
La DG es responsable de la aplicación práctica de las políticas y de la elaboración de nuevos métodos de suministro de ayuda como, por ejemplo el apoyo presupuestario y los planteamientos sectoriales. También emite directivas y da seguimiento a las evaluaciones de la ejecución de ayuda. Adicionalmente, es responsable de la gestión correcta de los fondos y debe respetar los procedimientos de contratación pública y de ofertas claras y transparentes. 
Esta unidad se encarga de todas las etapas de un proyecto de suministro de ayuda: una vez identificadas las necesidades son realizados estudios de viabilidad y preparados todos los controles y decisiones de financiación necesarios. Seguidamente se pasa a la etapa de elaboración de los procedimientos de oferta, monitorización y evaluación necesarios. Estas publicaciones son constantemente publicadas en la página web oficial, para rendir cuentas de los resultados y repercusiones de las actividades financiadas mediante fondos de la UE y sacar conclusiones sobre sus puntos fuertes y flacos.
La DG INTPA es una organización fuertemente descentralizada. Dos de cada tres funcionarios de la Comisión que trabajan en la ejecución de ayuda actúan sobre el terreno. Por esta razón, la mayor parte del trabajo de preparación y ejecución es efectuado por las Delegaciones de la Comisión en los países beneficiados por la ayuda.
Para garantizar la coherencia, la complementación y la coordinación de los programas de ayuda externa en el mundo, el EuropeAid colabora estrictamente con sus diversos socios. El objetivo general es mejorar la eficacia de la ayuda externa. La sociedad civil, las organizaciones internacionales y los gobiernos de los Estados miembros de la Unión Europea son todos protagonistas importantes en este dominio.

## Financiación y visibilidad
La DG INTPA distribuye subvenciones y concluye contratos para la implementación de proyectos o actividades relacionadas con los programas de ayuda externa de la Unión Europea. Se elaboró un conjunto de directrices de visibilidad para garantizar que el trabajo de la DG mejore las condiciones de vida de las poblaciones ya reconocidas. Estas directrices determinan que los proyectos que son total o parcialmente financiados por la Unión deben mostrar este apoyo de forma visible.
La aplicación de la ayuda permite igualmente que la Unión Europea ocupe un lugar destacado en la escena mundial. La Unión, compuesta por los Estados miembros y por la Comisión Europea, es el mayor donante de ayuda en el mundo.